# Jaan Anvelt
Jaan Anvelt, de son vrai nom Eessare Aadu, (1884-1937) est un homme politique communiste, avocat, journaliste et écrivain estonien.

## L'avocat et le journaliste communiste
Jaan Anvelt est issu d'une famille de paysans propriétaires de l'est de l'Estonie actuelle. 
Il naît le 18 avril 1884 dans le village d'Orga (Oorgu), qui relève alors du gouvernement de Livonie dans l'Empire russe (Aujourd'hui, ce lieu appartient à la commune de Viljandi).
Jaan Anvelt est d'abord instituteur de 1905 à 1907, date à laquelle il gagne Saint-Pétersbourg, alors capitale de la Russie, pour commencer des études de droit. Il adhère la même année au Parti ouvrier social-démocrate de Russie et s'impose peu à peu comme un des leaders de l'aile gauche du milieu étudiant estonien dans la capitale russe. Il est suspendu de l'Université pour ses activités révolutionnaires en 1911.
Il rentre alors en Estonie et participe au mouvement social-démocrate de Narva et de Reval, aujourd'hui Tallinn. Cela ne l'empêche pas d'achever ses études de droit, comme candidat libre, en 1912.
Il s'installe comme avocat à Narva et devient l'éditeur du journal social-démocrate, Kiir.
La publication de ce journal se poursuit jusqu'à son interdiction par le gouvernement tsariste, en 1914.

## La tentative d'établir une Estonie communiste (1917-1924)

### Les révolutions de 1917 en Estonie
Jaan Anvelt joue un rôle central dans la propagation de la révolution russe en Estonie. Il participe au soviet des travailleurs et des soldats de Narva en février 1917. Dès le mois de mars, il gagne Tallinn pour reprendre la publication de Kiir, qui devient alors un quotidien bolchevik. Jaan Anvelt se rallie aux positions de Lénine. Il joue un rôle influent au sein du soviet de Tallinn. Il est envoyé comme délégué au premier Congrès pan-russe des soviets où il est élu membre du comité exécutif.
Membre du comité exécutif des soviets d'Estonie et du comité révolutionnaire d'Estonie, il dirige de fait la Révolution d'Octobre à Tallinn. Les soviets prennent le pouvoir : ils nationalisent les banques ainsi que les principales usines. Les nobles sont expropriés. Les bolcheviks estoniens remportent 40 pour cent des mandats pour l'Assemblée constituante de Russie en janvier 1918. Ce score est plus élevé que celui remporté dans l'ensemble de l'empire (25 pour cent).
Le gouvernement soviétique estonien doit faire face à la diète d'Estonie, anticommuniste, qui proclame l'indépendance du pays le 24 février 1918. Il doit en outre résister à l'avancée des armées allemandes, qui occupent Tallinn le 25 février 1918.

### Le président de la Commune estonienne (1918-1919)
Les soviets estoniens sont balayés par l'occupation allemande. Jaan Anvelt se réfugie à Petrograd. Il participe au conseil de guerre de la ville.
Les Allemands évacuent l'Estonie le 28 novembre 1918. Dès le lendemain, la Commune des travailleurs estoniens est proclamée à Narva. Anvelt en est son président et son commissaire du peuple à la guerre. Le 7 décembre, le conseil des commissaires du peuple de Russie reconnaît la Commune comme le gouvernement légitime de l'Estonie. Les nationalistes estoniens, dont l'armée est dirigée par Johann Laidoner, résistent cependant aux communistes. L'Armée rouge est repoussée d'Estonie, qui remporte ainsi sa "guerre d'indépendance". 
La Commune ne peut que se dissoudre le 5 juin 1919.

### Le dirigeant communiste clandestin (1919-1924)
Jaan Anvelt regagne Petrograd. Il se rapproche de Zinoviev et siège au soviet de la ville tout en étant commissaire politique dans l'Armée.
La Russie communiste reconnaît l'indépendance de l'Estonie au traité de Tartu, signé en 1920. Mais Anvelt reprend la lutte en fondant le parti communiste estonien, aussitôt interdit par le gouvernement nationaliste de Tallinn. Anvelt milite clandestinement en Estonie. Le parti communiste tente un coup de force le 1er décembre 1924 à Tallinn. L'échec est cuisant. La répression anticommuniste s'accentue et le régime estonien se durcit. Anvelt s'exile, définitivement, en Russie en 1925.

## Le stalinien rattrapé par Staline
Jaan Anvelt fait partie de cette quantité importante de dirigeants communistes qui trouve refuge en Russie après l'échec de la révolution dans leur pays. Il se trouve dans la même situation que les Hongrois Béla Kun et Mátyás Rákosi ou que les Finlandais Otto Kuusinen et Mauno Heimo.
Il occupe d'abord des fonctions dans l'aéronautique : il est commissaire à l'Académie Joukov d'armée de l'air puis, entre 1929 et 1935, chef de la flotte aérienne civile. Il fait preuve d'un indéfectible soutien à Staline. Lors du plenum du Comité central du Parti communiste de l'Union soviétique d'octobre 1926, il signe une lettre ouverte accusant Zinoviev, son ancien mentor, de « menées fractionnelles » et exigeant sa démission de la présidence de l'Internationale communiste.
Il bénéficie des premières vagues de purges pour grimper dans la hiérarchie du Komintern. De 1935 à 1936, il est premier secrétaire de la commission internationale de contrôle de l'Internationale communiste (OMS). Cela lui permet de mener à bien les purges au sein du Parti communiste estonien : Hans Pögelman et Rudolg Vakman sont éliminés. Il remplace Boris Nikolaevich Melnikov (alias Kurt Müller, 1895-1937).
Mais Anvelt n'échappe pas au rouleau compresseur stalinien. 
Il est arrêté en 1937. 
Selon Pierre Broué, il meurt, le 11 décembre 1937, sous les coups du juge d'instruction Aleksandr Langfang (en) au cours d'un interrogatoire,,.
Il est alors dénoncé comme un ennemi du peuple.
En 1956, Nikita Khrouchtchev prenant ses distances par rapport aux méthodes du stalinisme, Jaan Anvelt est réhabilité.